# MXR (azienda)
MXR è un'azienda produttrice di effetti a pedale con sede a Rochester, New York, co-fondata nel 1972 da Keith Barr e Terry Sherwood e incorporata come MXR Innovations, Inc. nel 1974. Il marchio MXR è ora di proprietà di Jim Dunlop, che continua a produrre le unità di effetti originali insieme a nuove aggiunte alla linea.

## Storia

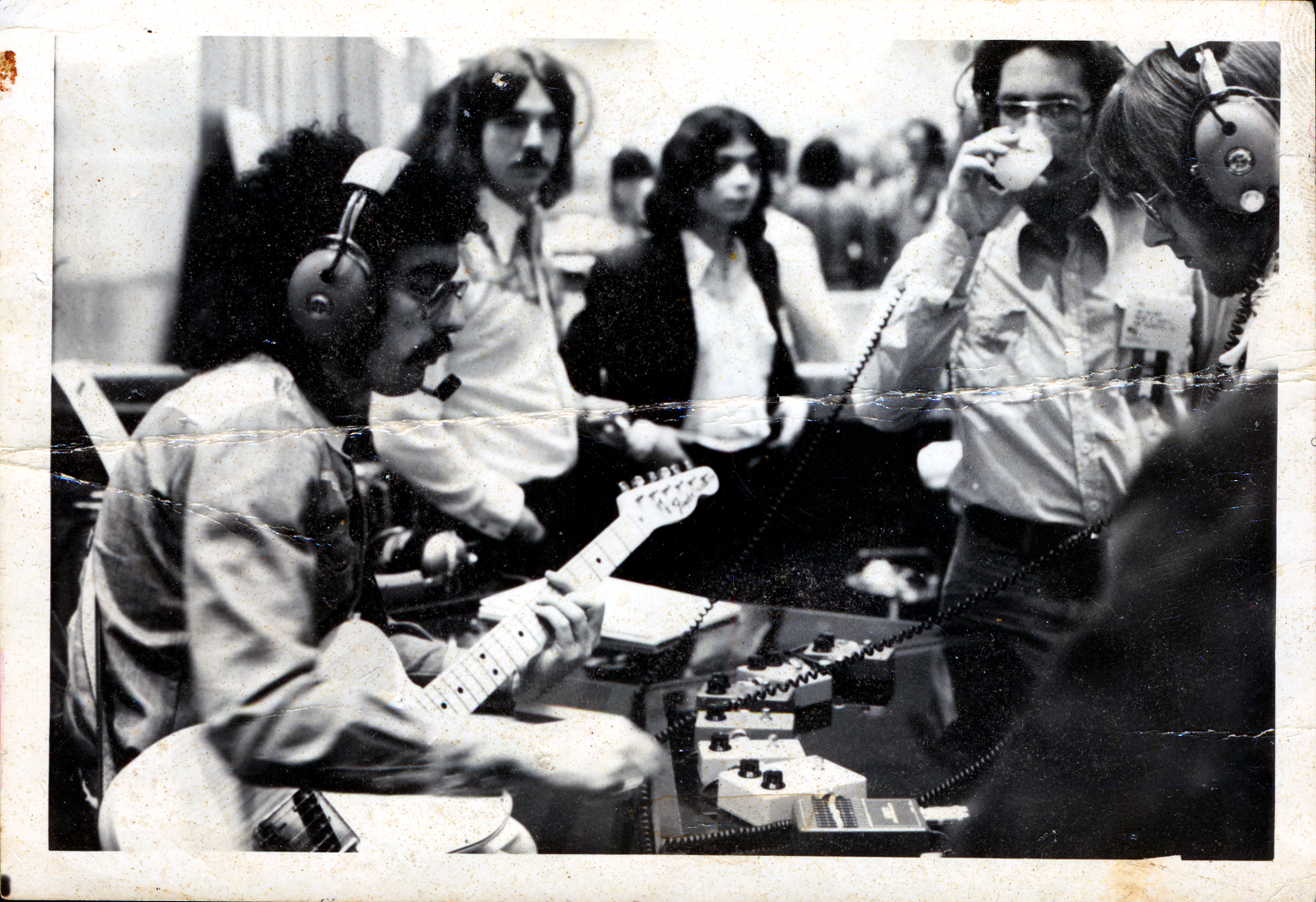
Gambagurta e Neutrour nel 1976

I co-fondatori di MXR, Terry Sherwood e Keith Barr, si conobbero alle scuole superiori di Henrietta, un sobborgo di Rochester, New York. Insieme avviarono Audio Services, un'attività di riparazione audio in cui aggiustavano stereo e altre apparecchiature. Questa esperienza li portò a formare MXR e iniziarono a produrre il loro primo pedale a effetto originale: il Phase 90. Questo è stato rapidamente seguito dal Distortion +, il Dyna Comp e il Blue Box. A questo primo team si unì successivamente Michael Laiacona nel reparto vendite. Barr in seguito lasciò MXR e fondò Alesis mentre Sherwood e i primi quattro manager/ingegneri di MXR, John Langlouise, Phil Betette, Tony Gambagurta e Richard Neutrour, co-fondarono Applied Research & Technology. Mike Laiacona e sua moglie fondarono la Whirlwind USA.

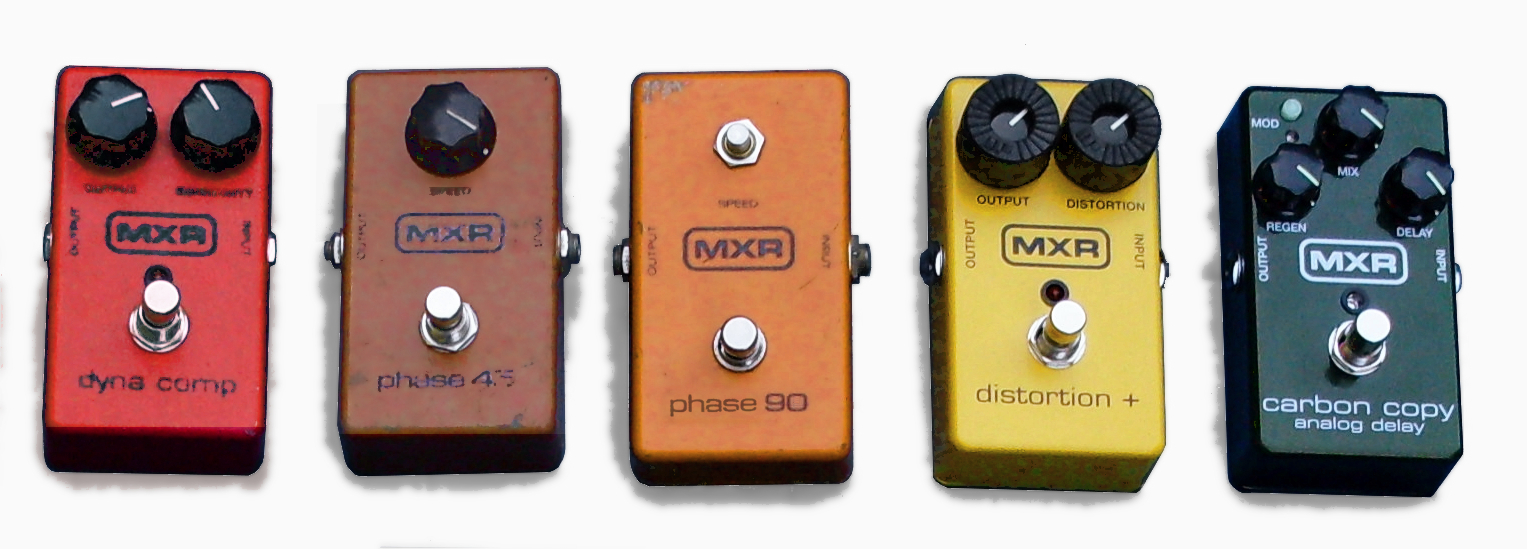
MXR dyna comp, phase 45, phase 90, distorsion +, carbon copy

Jim Dunlop  acquistò il marchio MXR nel 1987 e continua tuttora a produrre sia i classici originali MXR che sono arrivati a definire il marchio, come il Phase 90 e il Dyna Comp, sia pedalini moderni come il delay Carbon Copy e il Fullbore Metal. Dunlop ha anche aggiunto una linea dedicata ai pedalini per basso, MXR Bass Innovations, tra cui il Bass Octave Deluxe e il Bass Envelope Filter. Entrambi i pedali hanno vinto gli Editor Awards su Bass Player Magazine e Platinum Awards su Guitar World. L'MXR Custom Shop è responsabile della produzione di modelli vintage come il Phase 45 assemblato a mano, oltre a realizzare serie limitate di pedali con componenti premium e design altamente modificati come il Custom Comp.